# Aleksy Trubecki

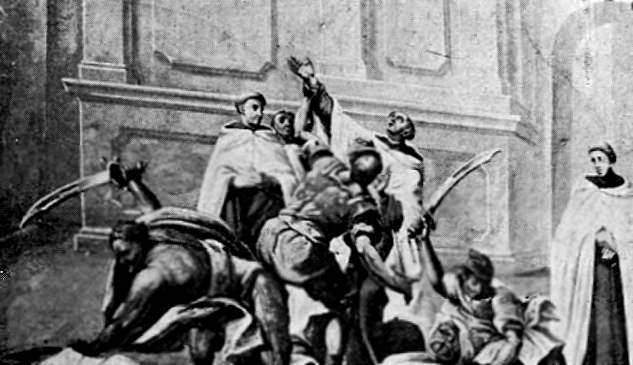
Rzeź Trubeckiego

Aleksy Nikitycz Trubecki (ros. Алексей Никитич Трубецкой) herbu Pogoń Litewska (ur. 17 marca 1600?, zm. 1680) – ostatni książę Księstwa Trubeckiego w granicach Rzeczypospolitej Obojga Narodów (1634–1645) i później w granicach Rosji (1660–1672), ojciec chrzestny cara Piotra I. 
W roku 1654 w czasie wojny polsko-rosyjskiej dowodził południową grupą wojska, walczącą po stronie cara Aleksego I Romanowa. W toku kampanii od Briańska do Ukrainy szybko zajął teren pomiędzy Dnieprem a Berezyną, w tym Mścisław, w którym doszło do tzw. rzezi Trubeckiego. W wyniku tej kampanii utwierdził swoje władztwo w Trubecku. W 1659 na czele ok. 25 - 30 000 wojska Trubecki wkroczył na Ukrainę przeciw wojskom nowo utworzonego Księstwa Ruskiego, w bitwie pod Konotopem stracił ponad 20.000 ludzi. W tym samym roku wraz z pułkownikiem kozaków zaporoskich Iwanem Sirką brał udział w działaniach wojennych przeciw Chanatowi Krymskiemu. W 1672 został chrzestnym cara Piotra I, któremu przy okazji oddał Trubeck.